# Brocchinia reducta
Brocchinia reducta là một loài thực vật có hoa trong họ Bromeliaceae. Loài này được Baker mô tả khoa học đầu tiên năm 1882.

## Hình ảnh

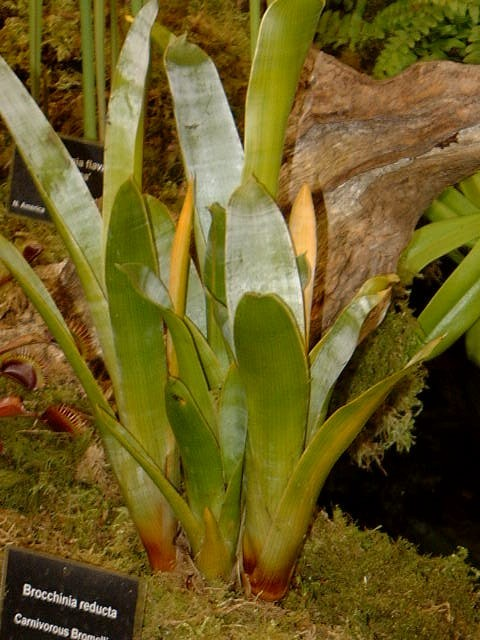
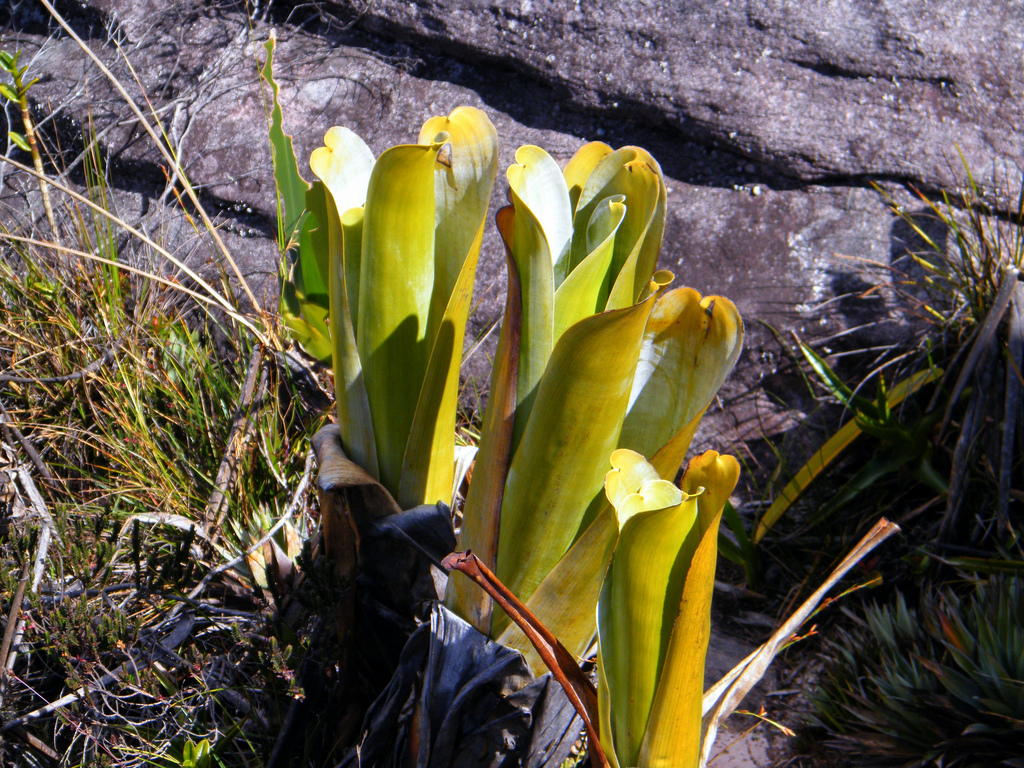
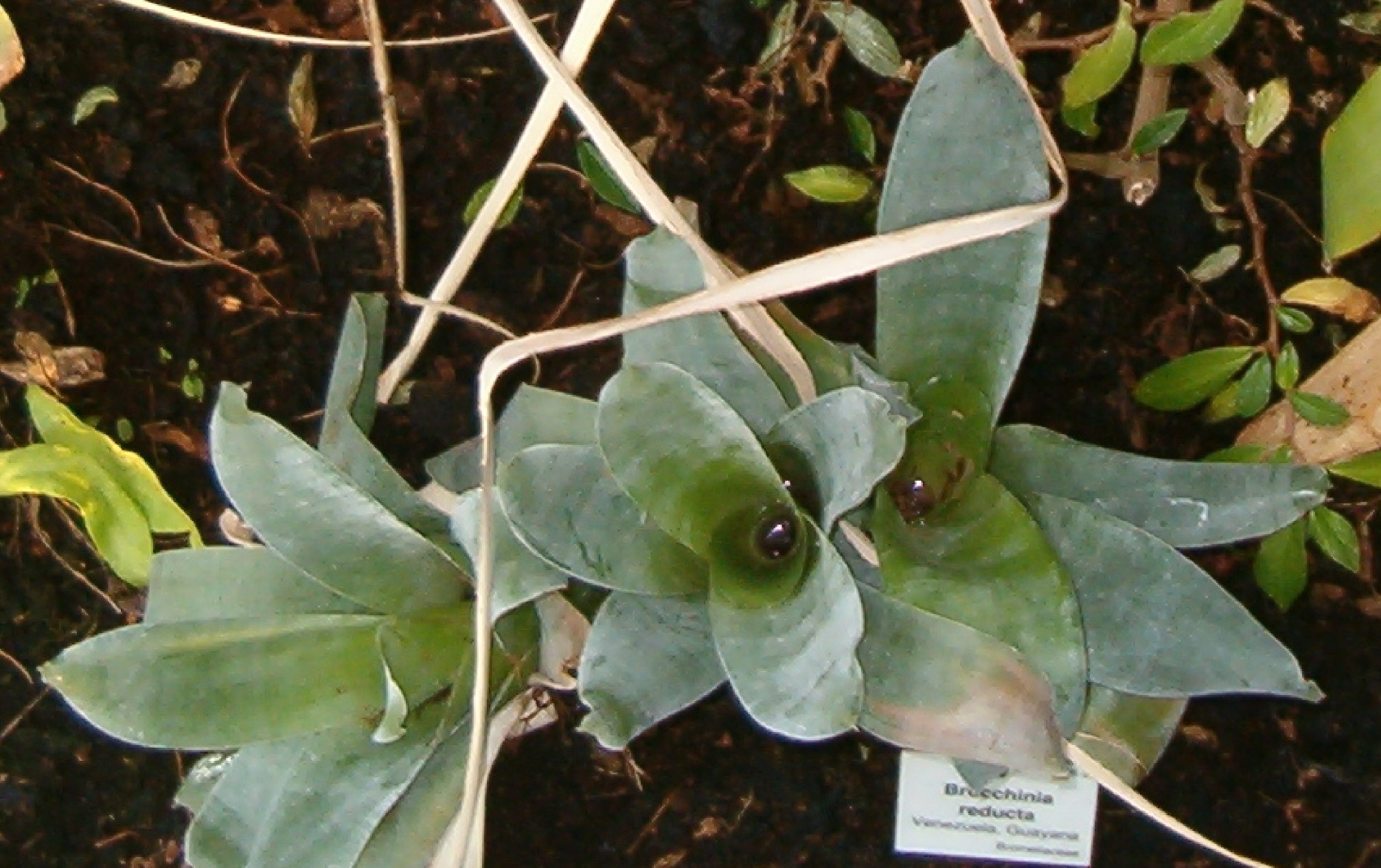
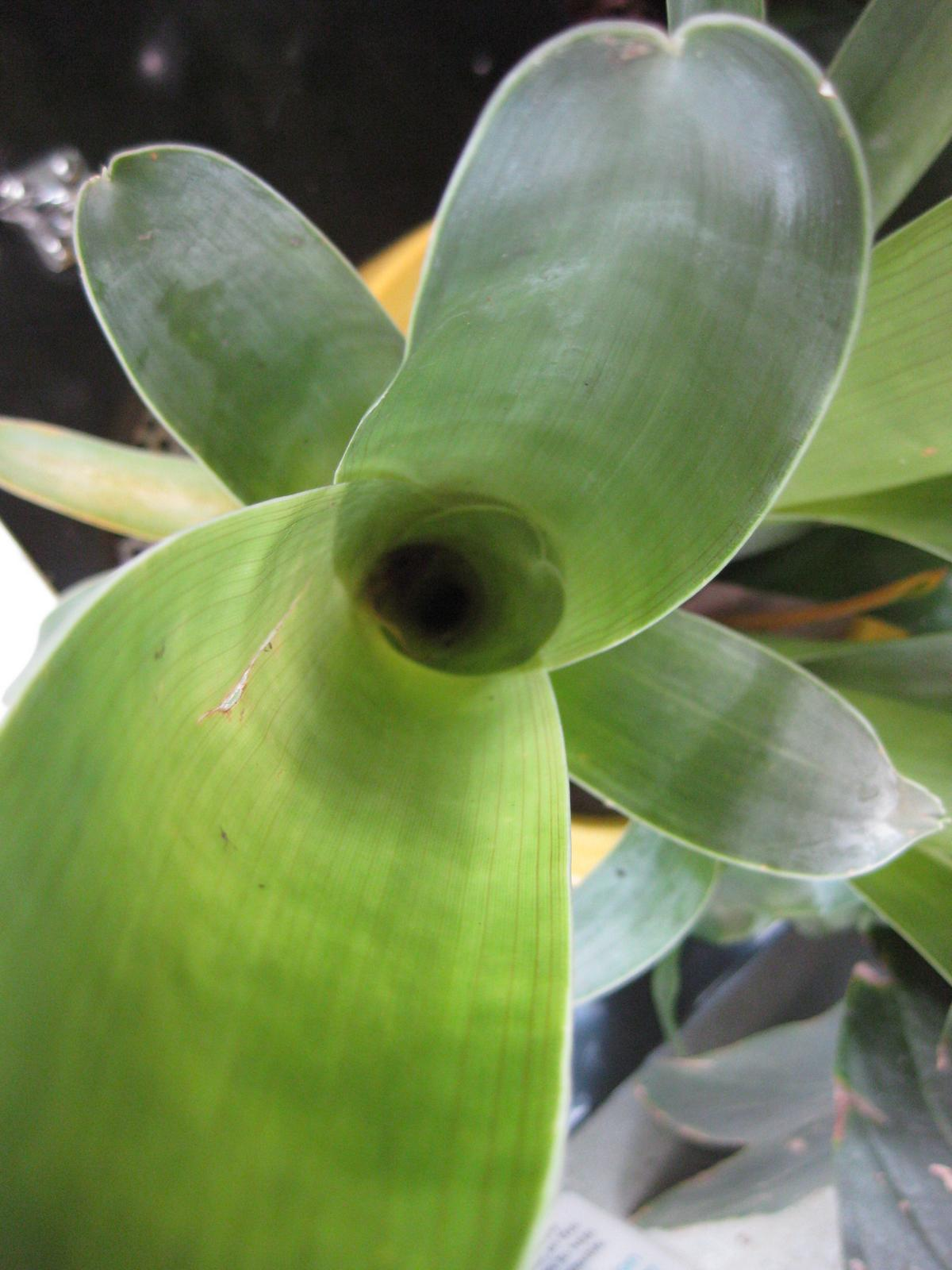